# Boac
Boac is een gemeente in de Filipijnse provincie Marinduque op het gelijknamige eiland. Bij de laatste census in 2007 had de gemeente bijna 51 duizend inwoners.

## Geografie

### Bestuurlijke indeling
Boac is onderverdeeld in de volgende 61 barangays:
| - Agot - Agumaymayan - Amoingon - Apitong - Balagasan - Balaring - Balimbing - Balogo - Bangbangalon - Bamban - Bantad - Bantay - Bayuti - Binunga - Boi - Boton - Buliasnin - Bunganay - Maligaya - Caganhao - Canat | - Catubugan - Cawit - Daig - Daypay - Duyay - Ihatub - Hinapulan - Isok I - Isok II Pob. - Laylay - Lupac - Mahinhin - Mainit - Malbog - Malusak - Mansiwat - Mataas Na Bayan - Maybo - Mercado - Murallon | - Ogbac - Pawa - Pili - Poctoy - Poras - Puting Buhangin - Puyog - Sabong - San Miguel - Santol - Sawi - Tabi - Tabigue - Tagwak - Tambunan - Tampus - Tanza - Tugos - Tumagabok - Tumapon |

## Demografie
Boac had bij de census van 2007 een inwoneraantal van 50.823 mensen. Dit zijn 2.319 mensen (4,8%) meer dan bij de vorige census van 2000. De gemiddelde jaarlijkse groei komt daarmee uit op 0,65%, hetgeen lager is dan het landelijk jaarlijks gemiddelde over deze periode (2,04%). Vergeleken met de census van 1995 is het aantal mensen met 6.214 (13,9%) toegenomen.

De bevolkingsdichtheid van Boac was ten tijde van de laatste census, met 50.823 inwoners op 212,7 km², 238,9 mensen per km².

## Geboren in Boac
- Ricardo Paras jr. (17 februari 1891), politicus en rechter (overleden 1984).